# Канлифф, Роджер, 3-й барон Канлифф
Роджер Канлифф, 3-й барон Канлифф (родился 12 января 1932 года) — отставной архитектор и менеджер консалтинговых проектов. Он специализировался на стратегии проектов, особенно для офисных зданий, музеев и выставочных комплексов, а также для городского планирования, как в Великобритании, так и за рубежом. Он проектировал различные музеи и офисные здания, а также был архитектором работы Института Содружества в Холланд-парке, Лондон. У него и его жены теперь есть небольшая ферма и леса в Суффолке.
Титул барона был пожалован его деду Уолтеру 14 декабря 1914 года. Уолтер был председателем правления Банка Англии в 1914—1918 годах.

## Биография
Роджер Канлифф родился 12 января 1932 года в Ферне-Пеламе, графство Хартфордшир. Старший сын Рольфа Канлиффа (1899—1963), и Джоан Кэтрин Лаббок (1903—1980). У него было две старшие сестры, Ширли (1926—2007) и Коринна (род. 1929), и один младший брат Мерлин (род. 1935). Его отец был банкиром по профессии и военным командиром крыла в Королевских ВВС. Он также был заядлым коллекционером китайских произведений искусства и стал почетным хранителем дальневосточных коллекций в музее Фицуильяма.
Роджер Канлифф (BA, MA) перешел от инженерии к архитектуре в Тринити-колледже в Кембридже после посещения Итонского колледжа. Он продолжил свое образование в Архитектурной ассоциации (AADipl) и Открытом университете. Он перевез свою семью в Чикаго в США в 1960 году, чтобы работать с архитектором Гарри Уизом. Они вернулись в Англию в 1963 году. Он был сделан директором Архитектурной ассоциации 1969—1971. Он работал в RMJM, а затем был директором Exhibition Consultants Ltd. Среди его квалификаций и профессиональных ассоциаций были следующие: RIBA, MCMI, MAPM; член правления Лансинг-колледжа, Голдсмит-колледжа и Колледжа управления недвижимостью (Hon Fellow); вице-председатель Британского консультационного бюро; Суд Голдсмит-компани (Prime Warden 1997—1998); Попечитель William Blake Trust; Председатель Саффолкского ремесленного общества; Hon DUniv University Campus Suffolk. Канлифф был удостоен почетной докторской степени Университета Эссекса в 2008 году.
29 апреля 1957 года Роджер Канлифф женился на Клеменси Энн Хоар (род. 1933), дочери майор
- Достопочтенная Рэйчел Генриетта Канлифф (род. 14 февраля 1960), с 1987 года замужем за Роджером Дэвидом Хардести
- Достопочтенный Генри Канлифф (род. 9 марта 1962), старший сын и наследник титула. С 2004 года женат на Марии Терезе Барретт
- Достопочтенный Люк Канлифф (род. 29 июня 1965), с 1992 года женат на Пенелопе Уилсон.

Он написал для национальной и профессиональной прессы и стал соавтором двух книг: «Офисные здания» с Леонардом Манассе в 1962 году и «Завтрашний офис» с Санта-Раймондом в 1995 году.